# Yossi Beilin

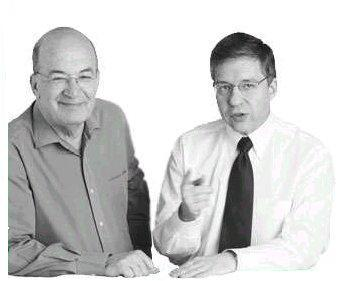
Yossi Sarid et Yossi Beilin

Yossef Beilin dit Yossi (en hébreu : יוסי ביילין), né le 12 juin 1948, est un homme politique israélien de gauche. Parlementaire à la Knesset et ancien ministre de la Justice, il dirige le parti Meretz-Yachad. Son nom reste associé aux accords d'Oslo de 1993, aux pourparlers de Taba en 2001, à l'initiative de Genève et au processus de paix israélo-palestinien en général.

## Carrière politique
De 1977 à 2003, Yossi Beilin est membre du parti travailliste dont il est le porte-parole de 1977 à 1984, date à laquelle il devient porte-parole du gouvernement jusqu'en 1986, puis il occupe un poste de direction au ministère des Affaires étrangères de 1986 à 1988.
En 1988, il est élu au parlement israélien et est renouvelé régulièrement jusqu'en 1999. Il occupe les fonctions de vice-Ministre des Finances (1988-1990) et de vice-Ministre des Affaires étrangères (1992-1995) dans le gouvernement de Shimon Peres. Suivent deux postes ministériels plus mineurs dans les ministères de l'Économie et du budget (en 1995) puis dans les services du Premier ministre (en 1996).
De 1996 à 2001, Yossi Beilin est Ministre de la Justice. Son image marquée à gauche ne lui permet pas de figurer à un rang éligible en tête de la liste du parti travailliste aux élections législatives israéliennes de 2003. Il quitte le parti (et il quitte Shimon Peres dont il a toujours été très proche) avec Yael Dayan et rejoint Meretz qui les reçoit dans ses rangs avec enthousiasme. À la suite des élections, il forme le mouvement Shachar qui ne tarde pas à fusionner avec Meretz pour former le parti Yachad dont il prend la direction.
L'opinion publique israélienne associe le nom de Beilin au processus de paix israélo-palestinien :
- il initie en 1992 les négociations secrètes qui menèrent aux accords d'Oslo en 1993, avec l'appui de Shimon Peres ;
- il signe en 1995 avec Mahmoud Abbas l'accord connu sous le nom de accord Beilin-Abu Mazen, qui donne des indications pour une solution permanente au conflit israélo-palestinien ;
- il dirige, de 1992 à 1995, la délégation israélienne dans les groupes de travail pour des négociations multilatérales avec les pays arabes ;
- il participe en 2001 au sommet de Taba qui échoue ;
- il prend part à l'initiative de Genève qu'il signe avec Yasser Abd Rabbo pour tenter de relancer la recherche d'une solution négociée avec les Palestiniens.

Meretz-Yachad perd un siège aux élections anticipées de 2006 et ne conserve que 5 parlementaires à la Knesset (dont Berlin). En 2008, il décide de ne plus postuler à la présidence du mouvement et soutient l'élection de Haim Oron comme son successeur.